# Alkyoneus (Sohn des Diomos)
Alkyoneus (altgriechisch Ἀλκυονεύς Alkyoneús)  ist eine Gestalt der griechischen Mythologie.
Laut einer vom griechischen Mythographen Antoninus Liberalis überlieferten Verwandlungssage war der aus Delphi stammende Alkyoneus der einzige Sohn des Diomos und der Meganeira. Ihn traf das Los, dem in einer großen Höhle des Berges Kirphis nahe Krisa im südwestlichen Phokis hausenden Ungeheuer Sybaris geopfert zu werden, da dessen Verwüstungen der Umgegend erst dann enden würden, wie ein Orakelspruch verkündete. Mit einem Kranz geschmückt wurde Alkyoneus von Priestern zur Höhle der Sybaris geführt, begegnete jedoch auf dem Weg dorthin dem Helden Eurybatos, der, durch die Schönheit des Knaben gerührt, diesen zu retten beschloss. Eurybatos ließ sich daher an Alkyoneus’ Stelle zur Höhle führen und stürzte das Untier einen Felsen herab.